# Ядловський Семен
Семе́н Ядло́вський  (1879 — 24 серпня 1929), український громадський діяч США родом з Лемківщини.
До США прибув 1890. 1904—1921 секретар Українського Народного Союзу, довголітній адміністратор газети «Свобода» і Українського Народного Союзу (1920—1925). Був заступником голови Українського Народного Комітету, а згодом голова Української Народної Ради в Америці (1918). Помер під час відвідин України в м. Мукачеві на Закарпатті.